# Mário Campos
Mário Campos is een gemeente in de Braziliaanse deelstaat Minas Gerais. De gemeente telt 11.899 inwoners (schatting 2009).

## Aangrenzende gemeenten
De gemeente grenst aan Betim, Brumadinho, São Joaquim de Bicas en Sarzedo.